# Со (река)
Вижте пояснителната страница за други значения на Со.
Со (на френски: Saulx) е река във Франция, десен приток на река Марна. Тече в северозападна посока като преминава през териториите на три департамента. Дължината ѝ е 127 км. Извира в околностите на село Жермизе в департамент От Марн. При село Монтиер сюр Со навлиза в департамент Мьоз. При село Андерне навлиза на територия на департамент Марн. Влива се в река Марна при град Витри льо Франсоа.